# Beesten (Adelsgeschlecht)

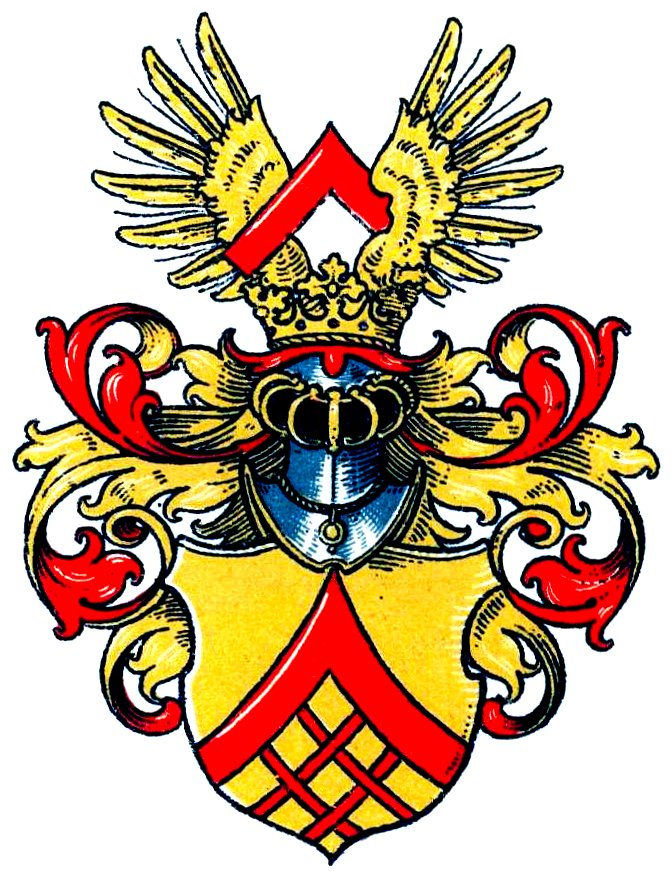
Wappen derer von Beesten

Die Herren von Beesten sind ein westfälisches Adelsgeschlecht.
Aufgrund der Unterschiedlichkeit der Wappen ist die hier behandelte Familie von dem Adelsgeschlecht derer von Besten zu unterscheiden, auch wenn Fahne, Mülverstedt und andere die beiden Familien vermischen.

## Geschichte
In der ersten Hälfte des 18. Jahrhunderts kam ein Hauptmann von Beesten nach Hannover. Zu den späteren Familienmitgliedern gehört u. a. der Königlich-Preußische Regierungsreferendar und Feuerversicherungs-Direktor von Beesten zu Münster. Ein Frans von Beesten gehörte zum Adel im Amt Emsland.
Nach Fahne saß die Familie u. a. auf Overkamp, Heide und Hoff.

## Wappen
In Gold ein roter Sparren unter dem zwei und zwei rote Stäbe ebenso eingebogen wie der Sparren gitterförmig durcheinander gesteckt sind. Auf dem gekrönten Helm ein offener goldener Flug, zwischen dem ein roter Sparren so durchgesteckt ist, dass er vom linken Flügel halb verdeckt wird. Die Helmdecken sind rot-gold.
Das Wappen wurde in leicht abgewandelter Form von dem Ort Beesten angenommen.

## Persönlichkeiten
- Werner von Beesten (1832–1905), deutscher Jurist und Politiker, Bürgermeister von Lingen (1863–1893)